# 버턴 말킬
버튼 고든 말킬(Burton Gordon Malkiel, 1932년 8월 28일 ~ )은 미국의 경제학자이자 작가이며, 고전 재정학 저서 《A Random Walk Down Wall Street》로 유명하다. 현재 프린스턴 대학 경제학 교수이자, 경제학부의 학장이다.

## 같이 보기
- 브라운 운동
- 확률 과정